# 14e étape du Tour de France 2017
Pour un article plus général, voir Tour de France 2017.
La 14e étape du Tour de France 2017 se déroule le samedi 15 juillet 2017 entre Blagnac et Rodez, sur une distance de 181,5 kilomètres.

## Parcours
Cette étape marquera la fin du passage du Tour dans les Pyrénées, et donc un peu de repos.
La 14e étape du Tour de France débute à Blagnac, en Haute-Garonne. Elle continuera ensuite son parcours dans la campagne nord toulousaine en passant notamment par Seilh et Grenade. Le parcours remontera ensuite vers Bessières et Buzet-sur-Tarn pour entrer dans le département du Tarn. Pas de grosse difficultés à prévoir sur cette première partie du parcours.
Après une cinquantaine de kilomètres aura lieu le sprint intermédiaire à Rabastens. Cette étape remontera ensuite vers Lisle-sur-Tarn, Gaillac et Carmaux. 
La première côte de cette étape aura lieu en Aveyron, avec la côte de catégorie 3 du Viaduc du Viaur. Peu après aura lieu la côte de Centrès, également de catégorie 3. 
L'étape remontera enfin vers Luc-la-Primaube et terminera son parcours à Rodez, sur la côte de Saint-Pierre.

## Déroulement de la course
Comme la veille, Voeckler s'extirpe du peloton au départ, il est accompagné par Bouet, Roosen et De Gendt. Hollenstein avec un peu de retard, va les rejoindre. De Gendt continue en solitaire.

Matthews remporte le sprint final. Froome étant en tête du peloton à l'entrée de Rodez, se trouve bien placé pour la dernière montée et récupère le maillot jaune.

## Résultats

### Classement de l'étape
| \| Classement de l'étape \| Classement de l'étape \| Classement de l'étape \| Classement de l'étape \| Classement de l'étape \| \| Coureur \| Coureur \| Pays \| Équipe \| Temps \| \| --------------------- \| --------------------- \| --------------------- \| --------------------- \| --------------------- \| \| 1er \| Michael Matthews \| Australie \| Team Sunweb \| 4 h 21 min 56 s \| \| 2e \| Greg Van Avermaet \| Belgique \| BMC Racing Team \| + 0 s \| \| 3e \| Edvald Boasson Hagen \| Norvège \| Dimension Data \| + 1 s \| \| 4e \| Philippe Gilbert \| Belgique \| Quick-Step Floors \| + 1 s \| \| 5e \| Jay McCarthy \| Australie \| Bora-Hansgrohe \| + 1 s \| \| 6e \| Sonny Colbrelli \| Italie \| Bahrain-Merida \| + 1 s \| \| 7e \| Christopher Froome \| Royaume-Uni \| Team Sky \| + 1 s \| \| 8e \| Dan Martin \| Irlande \| Quick-Step Floors \| + 1 s \| \| 9e \| Rigoberto Urán \| Colombie \| Cannondale-Drapac \| + 1 s \| \| 10e \| Tiesj Benoot \| Belgique \| Lotto-Soudal \| + 5 s \| |                      |             |                   |                 |
| |                      |             |                   |                 |
| Source : ProCyclingStats |                      |             |                   |                 |
| Classement de l'étape |                      |             |                   |                 |
| Coureur | Coureur              | Pays        | Équipe            | Temps           |
| 1er | Michael Matthews     | Australie   | Team Sunweb       | 4 h 21 min 56 s |
| 2e | Greg Van Avermaet    | Belgique    | BMC Racing Team   | + 0 s           |
| 3e | Edvald Boasson Hagen | Norvège     | Dimension Data    | + 1 s           |
| 4e | Philippe Gilbert     | Belgique    | Quick-Step Floors | + 1 s           |
| 5e | Jay McCarthy         | Australie   | Bora-Hansgrohe    | + 1 s           |
| 6e | Sonny Colbrelli      | Italie      | Bahrain-Merida    | + 1 s           |
| 7e | Christopher Froome   | Royaume-Uni | Team Sky          | + 1 s           |
| 8e | Dan Martin           | Irlande     | Quick-Step Floors | + 1 s           |
| 9e | Rigoberto Urán       | Colombie    | Cannondale-Drapac | + 1 s           |
| 10e | Tiesj Benoot         | Belgique    | Lotto-Soudal      | + 5 s           |

### Points attribués
| Sprint intermédiaire - Rabastens (km 55,5) | Sprint intermédiaire - Rabastens (km 55,5) | Sprint intermédiaire - Rabastens (km 55,5) | Sprint intermédiaire - Rabastens (km 55,5) | Sprint intermédiaire - Rabastens (km 55,5) |
| ------------------------------------------ | ------------------------------------------ | ------------------------------------------ | ------------------------------------------ | ------------------------------------------ |
|                                            | Coureur                                    | Pays                                       | Équipe                                     | Point(s)                                   |
| 1er                                        | Thomas De Gendt                            | Belgique                                   | Lotto-Soudal                               | 20                                         |
| 2e                                         | Maxime Bouet                               | France                                     | Fortuneo-Oscaro                            | 17                                         |
| 3e                                         | Thomas Voeckler                            | France                                     | Direct Énergie                             | 15                                         |
| 4e                                         | Reto Hollenstein                           | Suisse                                     | Katusha-Alpecin                            | 13                                         |
| 5e                                         | Timo Roosen                                | Pays-Bas                                   | Lotto NL-Jumbo                             | 11                                         |
| 6e                                         | Marcel Kittel                              | Allemagne                                  | Quick-Step Floors                          | 10                                         |
| 7e                                         | Michael Matthews                           | Australie                                  | Sunweb                                     | 9                                          |
| 8e                                         | Fabio Sabatini                             | Italie                                     | Quick-Step Floors                          | 8                                          |
| 9e                                         | André Greipel                              | Allemagne                                  | Lotto-Soudal                               | 7                                          |
| 10e                                        | Sonny Colbrelli                            | Italie                                     | Bahrain-Merida                             | 6                                          |
| 11e                                        | Jack Bauer                                 | Nouvelle-Zélande                           | Quick-Step Floors                          | 5                                          |
| 12e                                        | Roy Curvers                                | Pays-Bas                                   | Sunweb                                     | 4                                          |
| 13e                                        | Zdeněk Štybar                              | Tchéquie                                   | Quick-Step Floors                          | 3                                          |
| 14e                                        | Amaël Moinard                              | France                                     | BMC Racing                                 | 2                                          |
| 15e                                        | Danilo Wyss                                | Suisse                                     | BMC Racing                                 | 1                                          |
| modifier                                   |                                            |                                            |                                            |                                            |

| Arrivée d'étape - Rodez (km 181,5) | Arrivée d'étape - Rodez (km 181,5) | Arrivée d'étape - Rodez (km 181,5) | Arrivée d'étape - Rodez (km 181,5) | Arrivée d'étape - Rodez (km 181,5) |
| ---------------------------------- | ---------------------------------- | ---------------------------------- | ---------------------------------- | ---------------------------------- |
|                                    | Coureur                            | Pays                               | Équipe                             | Point(s)                           |
| 1er                                | Michael Matthews                   | Australie                          | Sunweb                             | 30                                 |
| 2e                                 | Greg Van Avermaet                  | Belgique                           | BMC Racing                         | 25                                 |
| 3e                                 | Edvald Boasson Hagen               | Norvège                            | Dimension Data                     | 22                                 |
| 4e                                 | Philippe Gilbert                   | Belgique                           | Quick-Step Floors                  | 19                                 |
| 5e                                 | Jay McCarthy                       | Australie                          | Bora-Hansgrohe                     | 17                                 |
| 6e                                 | Sonny Colbrelli                    | Italie                             | Bahrain-Merida                     | 15                                 |
| 7e                                 | Christopher Froome                 | Royaume-Uni                        | Sky                                | 13                                 |
| 8e                                 | Daniel Martin                      | Irlande                            | Quick-Step Floors                  | 11                                 |
| 9e                                 | Rigoberto Urán                     | Colombie                           | Cannondale-Drapac                  | 9                                  |
| 10e                                | Tiesj Benoot                       | Belgique                           | Lotto-Soudal                       | 7                                  |
| 11e                                | Romain Bardet                      | France                             | AG2R La Mondiale                   | 6                                  |
| 12e                                | Zdeněk Štybar                      | Tchéquie                           | Quick-Step Floors                  | 5                                  |
| 13e                                | Simon Yates                        | Royaume-Uni                        | Orica-Scott                        | 4                                  |
| 14e                                | Jan Bakelants                      | Belgique                           | AG2R La Mondiale                   | 3                                  |
| 15e                                | Paul Martens                       | Allemagne                          | Lotto NL-Jumbo                     | 2                                  |
| modifier                           |                                    |                                    |                                    |                                    |

|   | Coureur              | Pays      | Équipe         | Secondes |
| - | -------------------- | --------- | -------------- | -------- |
| 1 | Michael Matthews     | Australie | Sunweb         | 10 s     |
| 2 | Greg Van Avermaet    | Belgique  | BMC Racing     | 6 s      |
| 3 | Edvald Boasson Hagen | Norvège   | Dimension Data | 4 s      |

### Cols et côtes
| Côte du Viaduc du Viaur (km 131) 3e catégorie (2,3 km à 7,0%) | Côte du Viaduc du Viaur (km 131) 3e catégorie (2,3 km à 7,0%) | Côte du Viaduc du Viaur (km 131) 3e catégorie (2,3 km à 7,0%) | Côte du Viaduc du Viaur (km 131) 3e catégorie (2,3 km à 7,0%) | Côte du Viaduc du Viaur (km 131) 3e catégorie (2,3 km à 7,0%) |
| ------------------------------------------------------------- | ------------------------------------------------------------- | ------------------------------------------------------------- | ------------------------------------------------------------- | ------------------------------------------------------------- |
|                                                               | Coureur                                                       | Pays                                                          | Équipe                                                        | Point(s)                                                      |
| 1er                                                           | Thomas De Gendt                                               | Belgique                                                      | Lotto-Soudal                                                  | 2                                                             |
| 2e                                                            | Thomas Voeckler                                               | France                                                        | Direct Énergie                                                | 1                                                             |
| modifier                                                      |                                                               |                                                               |                                                               |                                                               |

| Côte de Centrès (km 145) 3e catégorie (2,3 km à 8,8%) | Côte de Centrès (km 145) 3e catégorie (2,3 km à 8,8%) | Côte de Centrès (km 145) 3e catégorie (2,3 km à 8,8%) | Côte de Centrès (km 145) 3e catégorie (2,3 km à 8,8%) | Côte de Centrès (km 145) 3e catégorie (2,3 km à 8,8%) |
| ----------------------------------------------------- | ----------------------------------------------------- | ----------------------------------------------------- | ----------------------------------------------------- | ----------------------------------------------------- |
|                                                       | Coureur                                               | Pays                                                  | Équipe                                                | Point(s)                                              |
| 1er                                                   | Thomas De Gendt                                       | Belgique                                              | Lotto-Soudal                                          | 2                                                     |
| 2e                                                    | Thomas Voeckler                                       | France                                                | Direct Énergie                                        | 1                                                     |
| modifier                                              |                                                       |                                                       |                                                       |                                                       |

## Classements à l'issue de l'étape

### Classement général
| \| Classement général \| Classement général \| Classement général \| Classement général \| Classement général \| \| Coureur \| Coureur \| Pays \| Équipe \| Temps \| \| ------------------ \| ------------------ \| ------------------ \| ------------------ \| ------------------ \| \| 1er \| Christopher Froome \| Royaume-Uni \| Team Sky \| 59 h 52 min 09 s \| \| 2e \| Fabio Aru \| Italie \| Astana \| + 19 s \| \| 3e \| Romain Bardet \| France \| AG2R La Mondiale \| + 23 s \| \| 4e \| Rigoberto Urán \| Colombie \| Cannondale-Drapac \| + 29 s \| \| 5e \| Mikel Landa \| Espagne \| Team Sky \| + 1 min 17 s \| \| 6e \| Dan Martin \| Irlande \| Quick-Step Floors \| + 1 min 26 s \| \| 7e \| Simon Yates \| Royaume-Uni \| Orica-Scott \| + 2 min 02 s \| \| 8e \| Nairo Quintana \| Colombie \| Movistar Team \| + 2 min 22 s \| \| 9e \| Louis Meintjes \| Afrique du Sud \| UAE Team Emirates \| + 5 min 09 s \| \| 10e \| Alberto Contador \| Espagne \| Trek-Segafredo \| + 5 min 37 s \| |                    |                |                   |                  |
| |                    |                |                   |                  |
| Source : ProCyclingStats |                    |                |                   |                  |
| Classement général |                    |                |                   |                  |
| Coureur | Coureur            | Pays           | Équipe            | Temps            |
| 1er | Christopher Froome | Royaume-Uni    | Team Sky          | 59 h 52 min 09 s |
| 2e | Fabio Aru          | Italie         | Astana            | + 19 s           |
| 3e | Romain Bardet      | France         | AG2R La Mondiale  | + 23 s           |
| 4e | Rigoberto Urán     | Colombie       | Cannondale-Drapac | + 29 s           |
| 5e | Mikel Landa        | Espagne        | Team Sky          | + 1 min 17 s     |
| 6e | Dan Martin         | Irlande        | Quick-Step Floors | + 1 min 26 s     |
| 7e | Simon Yates        | Royaume-Uni    | Orica-Scott       | + 2 min 02 s     |
| 8e | Nairo Quintana     | Colombie       | Movistar Team     | + 2 min 22 s     |
| 9e | Louis Meintjes     | Afrique du Sud | UAE Team Emirates | + 5 min 09 s     |
| 10e | Alberto Contador   | Espagne        | Trek-Segafredo    | + 5 min 37 s     |

### Classement par points
| Classement par points | Classement par points | Classement par points | Classement par points | Classement par points |
| Coureur               | Coureur               | Pays                  | Équipe                | Points                |
| --------------------- | --------------------- | --------------------- | --------------------- | --------------------- |
| 1er                   | Marcel Kittel         | Allemagne             | Quick-Step Floors     | 373 pts               |
| 2e                    | Michael Matthews      | Australie             | Team Sunweb           | 274 pts               |
| 3e                    | André Greipel         | Allemagne             | Lotto-Soudal          | 187 pts               |
| 4e                    | Alexander Kristoff    | Norvège               | Katusha-Alpecin       | 158 pts               |
| 5e                    | Sonny Colbrelli       | Italie                | Bahrain-Merida        | 128 pts               |
| 6e                    | Edvald Boasson Hagen  | Norvège               | Dimension Data        | 115 pts               |
| 7e                    | Dylan Groenewegen     | Pays-Bas              | LottoNL-Jumbo         | 94 pts                |
| 8e                    | Dan Martin            | Irlande               | Quick-Step Floors     | 89 pts                |
| 9e                    | Christopher Froome    | Royaume-Uni           | Team Sky              | 86 pts                |
| 10e                   | Fabio Aru             | Italie                | Astana                | 78 pts                |

### Classement du meilleur jeune
| Classement général du meilleur jeune | Classement général du meilleur jeune | Classement général du meilleur jeune | Classement général du meilleur jeune | Classement général du meilleur jeune |
|                                      | Coureur                              | Pays                                 | Équipe                               | Temps                                |
| ------------------------------------ | ------------------------------------ | ------------------------------------ | ------------------------------------ | ------------------------------------ |
| 1er                                  | Simon Yates                          | Royaume-Uni                          | Orica-Scott                          | en 59 h 54 min 11 s                  |
| 2e                                   | Louis Meintjes                       | Afrique du Sud                       | UAE Emirates                         | + 3 min 7 s                          |
| 3e                                   | Pierre Latour                        | France                               | AG2R La Mondiale                     | + 8 min 54 s                         |
| 4e                                   | Emanuel Buchmann                     | Allemagne                            | Bora-Hansgrohe                       | + 14 min 50 s                        |
| 5e                                   | Guillaume Martin                     | France                               | Wanty-Groupe Gobert                  | + 20 min 11 s                        |
| 6e                                   | Tiesj Benoot                         | Belgique                             | Lotto-Soudal                         | + 33 min 29 s                        |
| 7e                                   | Lilian Calmejane                     | France                               | Direct Énergie                       | + 58 min 33 s                        |
| 8e                                   | Michael Valgren                      | Danemark                             | Astana                               | + 1 h 25 min 43 s                    |
| 9e                                   | Stefan Küng                          | Suisse                               | BMC Racing                           | + 1 h 36 min 34 s                    |
| 10e                                  | Alberto Bettiol                      | Italie                               | Cannondale-Drapac                    | + 1 h 38 min 26 s                    |
| modifier                             |                                      |                                      |                                      |                                      |

### Classement du meilleur grimpeur
| Classement du meilleur grimpeur | Classement du meilleur grimpeur | Classement du meilleur grimpeur | Classement du meilleur grimpeur | Classement du meilleur grimpeur |
| ------------------------------- | ------------------------------- | ------------------------------- | ------------------------------- | ------------------------------- |
|                                 | Coureur                         | Pays                            | Équipe                          | Point(s)                        |
| 1er                             | Warren Barguil                  | France                          | Sunweb                          | 94 points                       |
| 2e                              | Thomas De Gendt                 | Belgique                        | Lotto-Soudal                    | 36 pts                          |
| 3e                              | Mikel Landa                     | Espagne                         | Sky                             | 33 pts                          |
| 4e                              | Primož Roglič                   | Slovénie                        | Lotto NL-Jumbo                  | 30 pts                          |
| 5e                              | Alexis Vuillermoz               | France                          | AG2R La Mondiale                | 28 pts                          |
| 6e                              | Christopher Froome              | Royaume-Uni                     | Sky                             | 25 pts                          |
| 7e                              | Daniel Martin                   | Irlande                         | Quick-Step Floors               | 23 pts                          |
| 8e                              | Fabio Aru                       | Italie                          | Astana                          | 22 pts                          |
| 9e                              | Alberto Contador                | Espagne                         | Trek-Segafredo                  | 22 pts                          |
| 10e                             | Steve Cummings                  | Royaume-Uni                     | Dimension Data                  | 20 pts                          |
| modifier                        |                                 |                                 |                                 |                                 |

### Classement par équipes
| Classement par équipes | Classement par équipes | Classement par équipes | Classement par équipes |
| Équipe                 | Équipe                 | Pays                   | Temps                  |
| ---------------------- | ---------------------- | ---------------------- | ---------------------- |
| 1re                    | Sky                    | Royaume-Uni            | 179 h 42 min 14 s      |
| 2e                     | AG2R La Mondiale       | France                 | + 19 min 07 s          |
| 3e                     | Movistar Team          | Espagne                | + 1 h 02 min 31 s      |
| 4e                     | Trek-Segafredo         | États-Unis             | + 1 h 06 min 22 s      |
| 5e                     | Cannondale-Drapac      | États-Unis             | + 1 h 27 min 29 s      |
| 6e                     | Astana                 | Kazakhstan             | + 1 h 28 min 49 s      |
| 7e                     | BMC Racing Team        | États-Unis             | + 1 h 30 min 43 s      |
| 8e                     | Orica-Scott            | Australie              | + 1 h 36 min 42 s      |
| 9e                     | Fortuneo-Oscaro        | France                 | + 1 h 53 min 18 s      |
| 10e                    | Lotto NL-Jumbo         | Pays-Bas               | + 2 h 09 min 28 s      |

## Abandon
- 34 -  Fabio Felline (Trek-Segafredo) : Abandon